# Valneva
Valneva SE — французская фармацевтическая компания, производитель вакцин.

## История
Компания Valneva образовалась в 2013 году в результате слияния австрийской биотехнологической компании Intercell, основанной в 1998 году, и французской Vivalis, основанной в 1999 году.
В сентябре 2020 года было подписано соглашение с правительством Великобритании о разработке, производстве и реализации вакцины VLA2001 против COVID-19. От правительства было получено более 250 млн евро на клинические испытания и разворачивание производства. В октябре 2021 года соглашение было расторгнуто. В ноябре 2021 года был получен заказ от Еврокомиссии на 60 млн доз вакцины VLA2001; в 2022 году было поставлено 1,25 млн доз, после чего заказ был аннулирован. Также были получены заказы из ОАЭ и Бахрейна. В августе 2022 года производство вакцины было прекращено. В 2023 году небольшое количество вакцины было поставлено в Бахрейн.
В ноябре 2023 года FDA одобрила вакцину Ixchiq для профилактики болезни, вызываемой вирусом Чикунгунья.

## Собственники и руководство
Крупнейшие акционеры по состоянию на 2024 год: Pfizer (5,88 %), Bpifrance (5,32 %), Polar Capital (4,93 %), Deep Track Capital (4,26 %), Groupe Grimaud La Corbière (3,89 %).
- Анн-Мари Граффен (Anne-Marie Graffin) — председатель совета директоров с 2013 года. Также входит а советы директоров других фармацевтических компаний: Nanobiotix, Sartorius Stedim Biotech и Vetoquinol.
- Томас Лингельбах (Thomas Lingelbach) — генеральный директор с 2013 года, ранее возглавлял Intercell.

## Деятельность
По состоянию на 2023 год производила и продавала следующие вакцины:
- Ixiaro — вакцина от японского энцефалита;
- Dukoral — вакцина от холеры;
- Ixchiq — вакцина от вируса Чикунгунья;
- VLA2001 — вакцина от COVID-19;
- на стадии клинических испытаний были вакцины от болезни Лайма (VLA15) и вируса Зика (VLA1601).

Производственные мощности насчитывают три завода: в Ливингстоне (Шотландия), Сольне (Швеция) и Вене (Австрия).
Выручка компании за 2023 год составила 153,7 млн евро, основными рынками были США (32,6 млн евро), Канада (28,2 млн евро), Великобритания (20,2 млн евро), Австрия (13,9 млн евро), Германия (13,2 млн евро), Скандинавия (12,4 млн евро), Франция (5,3 млн евро).